# أندريا درجاج
أندريا درجاج (بالألبانية: Andrea Derjaj‏) مواليد 26 فبراير 1996، هو ملاكم محترف ألباني.